# Acestridium triplax
Acestridium triplax és una espècie de peix de la família dels loricàrids i de l'ordre dels siluriformes.

## Morfologia
- Els mascles poden assolir 5,6 cm de longitud total.[1]

## Hàbitat
És un peix d'aigua dolça i de clima tropical.

## Distribució geogràfica
Es troba a Sud-amèrica: riu Tapajós (conca del riu Amazones, Brasil).